# 晁宗悫
晁宗悫（985年—1042年），字世良，一作世长，宋朝澶州清丰县（今河南省清丰县）人。宋仁宗时参知政事。祖籍宋真宗翰林学士承旨晁迥之子。

## 生平
晁宗悫以父荫，为秘书省校书郎。召试，赐进士第，担任馆阁校勘，转任大理寺丞、集贤校理兼注释御集检阅官，通判许州。宋仁宗即位，转任殿中丞、同修起居注。天圣年间，上奏请减上供、垦闲田、择狱官、令监司举县令。官至祠部员外郎、知制诰。因为他的父亲晁迥担任知制诰，一时传为美谈。后为翰林学士、兼龙图阁学士、权发遣开封府事。西夏元昊攻北宋，晁宗悫担任陕西安抚使，与夏竦议攻守之策。康定元年（1040年），拜右谏议大夫、参知政事。因病求解职。庆历二年（1042年）罢为资政殿学士、给事中。几天后，去世，赠工部尚书、谥号文庄。